# Chanh ngọt Palestine
Citrus limettioides hay còn gọi là chanh ngọt Palestine hoặc chanh ngọt Ấn Độ, được coi là một giống lai của chanh vàng nên còn có danh pháp là Citrus × limon (L.) Burm. f. 'Indian Lime'. Đây là một giống chanh có hàm lượng axit thấp được sử dụng phổ biến ở Palestine làm thực phẩm, nước trái cây và gốc ghép.
Chanh ngọt Palestine là một thành viên của nhóm chanh ngọt. Giống như chanh vàng Meyer, nó là kết quả của sự lai tạo giữa thanh yên (Citrus medica) và quýt/bưởi khác với cam đắng hoặc cam ngọt. Ngoài ra, giống này khác với Citrus limetta, cũng được gọi là chanh ngọt, nhưng xuất phát từ giống lai của thanh yên và cam chua.

## Tham khảo

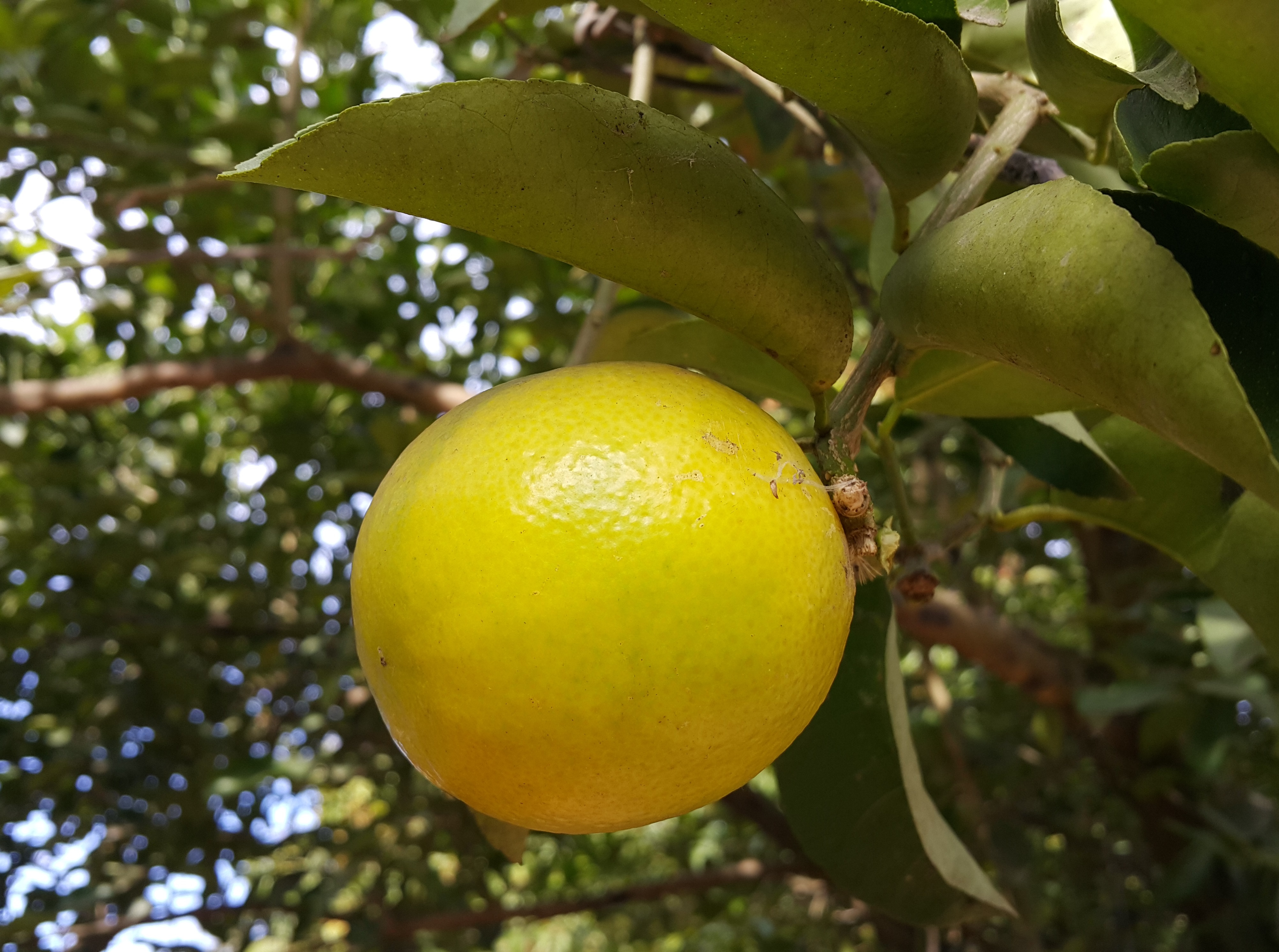
Một quả chanh ngọt Palestine